# Берестейська фортеця
Берестейська фортеця (Брестська фортеця) (біл. Брэсцкая крэпасць, біл. тарашк. Берасьцейская крэпасьць) — фортеця в місті Берестя в Білорусі. Фортеця-герой (з 1965 року). З 1971 року — меморіальний комплекс.
Фортеця стала символом героїзму і стійкості радянських військових у перші дні операції "Барбаросса", яка розпочалася 22 червня 1941 року. Захисники Брестської фортеці кілька днів чинили опір німецьким військам, незважаючи на нестачу боєприпасів і продовольства. Радянський Союз використав оборону Брестської фортеці як потужний пропагандистський інструмент для мобілізації та натхнення населення на боротьбу з ворогами.

## Будівництво
Після 3-го поділу Речі Посполитої у 1795 році Берестя переходить до складу Російської імперії. Згодом виникла необхідність в укріпленні західних кордонів держави. У 1830 році був погоджений план будівництва Берестейської фортеці. Спорудження фортеці на місці центру старого міста було почато у 1833 році за проектом військового топографа та інженера Карла Івановича Оппермана. Спочатку були створені тимчасові земляні укріплення, перший камінь у підвалини фортеці був закладений 1 червня 1836 року. 26 квітня 1842 року Берестейська фортеця стала діючою фортецею 1-го класу Російської імперії. Загальна площа фортеці — 4 км² (400 га).
Фортеця складалася з Цитаделі та трьох широких укріплень, які прикривали Цитадель: Волинське (з півдня), Тереспільске (із заходу), Кобринське (з півночі та сходу). Цитадель розташовувалася на острові, утвореному Бугом і двома рукавами річки Мухавець. По периметру була розташована оборонна казарма завдовжки 1,8 км.

### Укріплення фортеці
У другій половині XIX століття для запобігання обходу фортеці почали створювати оборонні укріплення — форти. У 1864 році розпочалася реконструкція фортеці за планом, розробленим російським генералад'юдантом Тотлебеном. Будівництво фортів розпочалося 1869 року. Довжина оборонної лінії сягала 30 км. У 1870—1876 роках на цитаделі був зведений Свято-Миколаївський храм. У 1912 році був розроблений ще один план розширення фортеці (до 45 км розширити оборонну лінію). Наприкінці 1914 року на зовнішній лінії оборони було 14 фортів, 21 проміжний опорний пункт, 5 оборонних казарм, 7 порохових погребів, 38 артилерійний батарей.

## Фортеця (1914—1939)

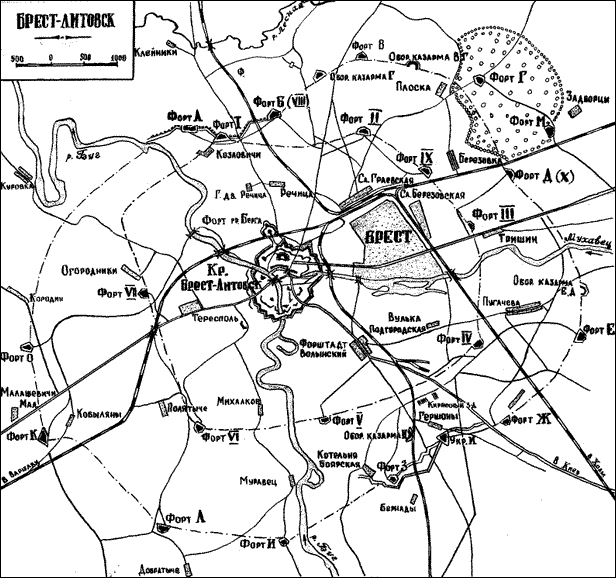
План фортеці (1912)

У 1914 році розпочалася Перша світова війна. Оборона фортеці була недовгою — 13 серпня 1915 року фортецю та місто було покинуто. Форти та оборонні пункти були практично повністю зруйновані.
3 березня 1918 року у приміщенні «Білого палацу» був підписаний Берестейський мир.
Під час польсько-радянської війни (1920) Берестейська фортеця неодноразово переходила з рук у руки. У 1921 році за Ризьким мирним договором Берестя перейшло до складу Польщі. Поляки використовували фортецю як казарму, склад і в'язницю для політичних діячів.

## Друга світова війна
Берестейська фортеця відіграла дуже важливу роль у Другій світовій війні.

### Оборона Берестя (1939)
2 вересня 1939 року перші бомби впали на фортецю. 7 вересня у місті Берестя тимчасово перебував Генеральний штаб Другої Речі Посполитої на чолі з Верховним головнокомандувачем Едвардом Ридз-Сміглий та міністром закордонних справ Юзеф Бек. Військові частини, що базувалися поблизу Берестя, повинні були обороняти місто по лінії фортів, а у випадку невдачі — знищувати мости та концентрувати оборону на 4 укріпленнях. 10 вересня була створена група «Берестя» на чолі з Костянтином Плісовським. До групи входило 4 піхотні полки, дві батареї 30-го артилерійського полку, 56-й саперний батальйон, рота зв'язку та медико-санітарна служба.
14 вересня 1939 року частини 10-ї танкової дивізії Гайнца Гудеріана захопили місто, але наступ на фортецю було відбито. Протягом 3 днів поляки невдало захищали фортецю. У ніч на 17 вересня 1939 року Константин Плісовський наказав військам залишити фортецю. Уранці підрозділи 76-го піхотного полку німецької армії захопили Берестейську фортецю. 22 вересня 1939 року в місті був проведений спільний парад вермахту та РСЧА. Місто та цитадель були передані СРСР.

### Оборона Берестя (1941)
Під вечір 21 червня 1941 німецькі війська сконцентрувалися поблизу радянського кордону. Штурм Берестейської фортеці було покладено на 45-у піхотну дивізію. Наступного дня, о 04:00 годині ранку артобстрілами по фортеці розпочалася німецько-радянська війна. Були знищені склади, обірвався зв'язок. Згодом розпочався штурм фортеці. Радянські війська було розділені на декілька частин. Найбільший опір вдалося здійснити на Волинському та Кобринському укріпленнях, але ввечері 24 червня німецькі війська ними заволоділи. 26 червня німці прорвалися поблизу Трьохаркової брами, а 30 — через Східний форт. Фортеця була захоплена. Хоча деякі постріли лунали до середини серпня.

### Повторне взяття Берестя СРСР

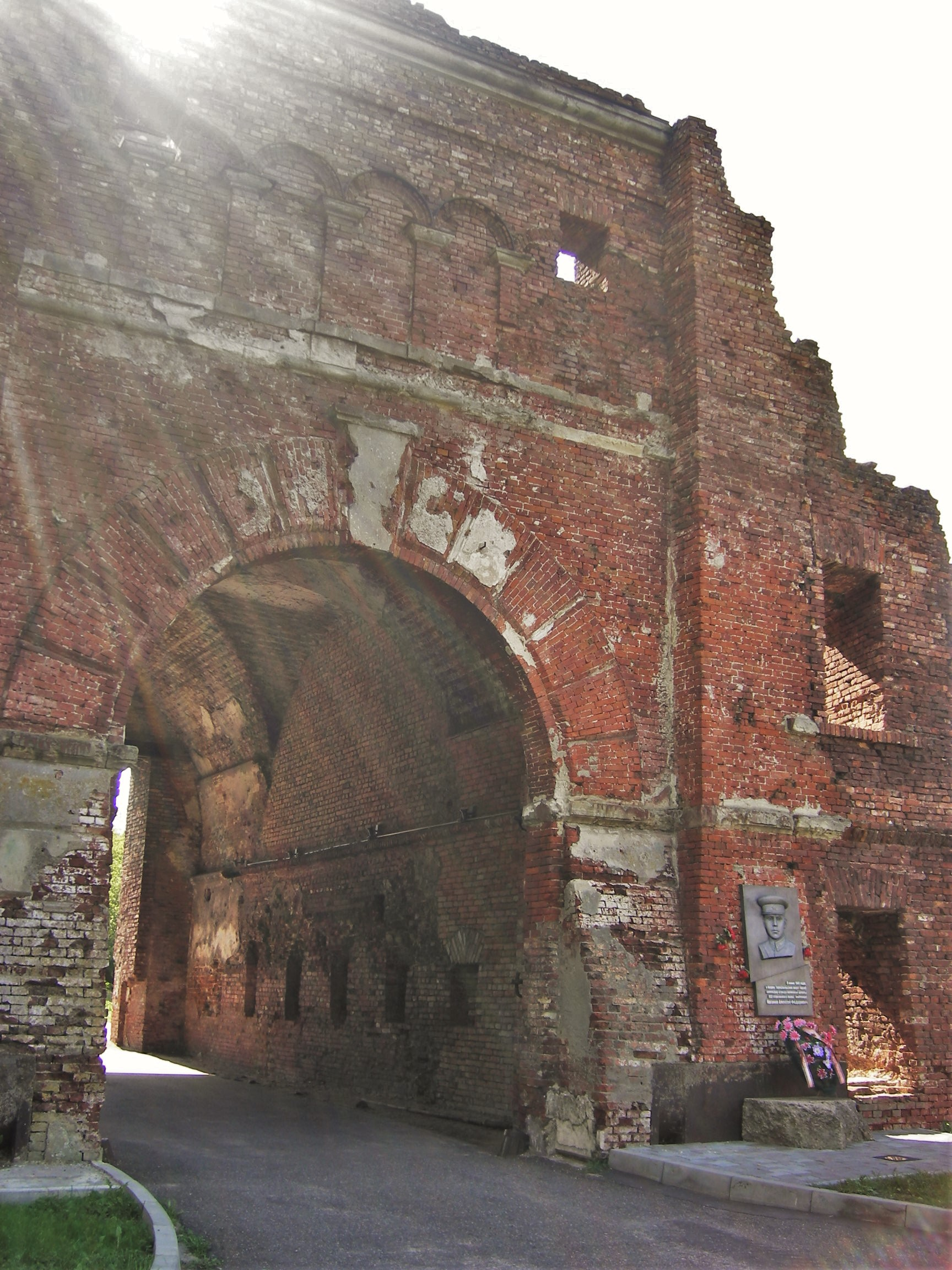
Тереспільська брама

Берестейську фортецю було захоплено в результаті Люблін-Берестейської операції, що була складовою частиною операції «Багратіон». Операцію провели війська 1-го Білоруського фронту під проводом маршала К. Рокоссовського.
Головний удар завдавали війська лівого крила 1-го Білоруського фронту на ковельсько-люблінському напрямку. Німецькі війська поблизу міста збудували укріплений район, до якого входили доти, мінні поля. У систему оборони були включені форти Берестейської фортеці. 28 липня 1944 року частинами 12-ї гвардійської стрілецької дивізії, 212-ї стрілецької дивізії, 415-ї стрілецької дивізії, 9-го гвардійського Берестейського стрілецького корпусу 61-ї армії, 48-ї гвардійської стрілецької дивізії та інших формувань Берестя було захоплено. 20 воїнів у результаті даної операції були нагороджені орденами Героїв Радянського Союзу.

## Берестейська фортеця після війни
23 лютого 1956 року була відкрита кімната-музей у приміщенні колишньої оборонної казарми, розташованої на Цитаделі. А 8 листопада на її базі був створений музей оборони Берестейської фортеці. Протягом 5 років працівники збирали матеріали про оборону фортеці, поповнювали фонди. У 1961 році під час відзначення 20-ї річниці героїчної оборони відбувся мітинг, після якого було встановлено камінь на місці майбутнього монументу та відкрита нова експозиція музею.
8 травня 1965 Президія Верховної Ради СРСР присвоїла Берестейській фортеці звання фортеця-герой із врученням ордена Леніна та медалі «Золота Зірка». Протягом 1967–1969 років авторський колектив виконував креслення всього меморіального комплексу. Роботи розпочалися на початку жовтня 1969 року. Під час виконання земляних робіт було знайдено понад 1 000 музейних експонатів, а також тіла померлих. 18 вересня 1971 року 823 людини були поховані на території меморіалу. Із них 201 ім'я було викарбоване на плити меморіалу, решта — позначені як «невідомий». Урочисте відкриття меморіального комплексу «Берестейська фортеця-герой» відбулася 25 вересня 1971 року.

## Цікаві факти
- Власне Берестя не є містом-героєм: цей статус надано лише фортеці.
- Холмська брама та головний вхід у меморіал були зображені на старій банкноті у 50 білоруських рублів.
- На виготовлення головного монументу використали 4 000 м³ бетону.
- Висота штика-обеліска — 104,5 м, а маса — 620 т. Підйом тривав 5 із половиною годин.